# PostmarketOS
postmarketOS (được viết tắt thành pmOS) là một hệ điều hành tự do và mã nguồn mở được phát triển chủ yếu cho các điện thoại thông minh, dựa trên bản phân phối Alpine Linux.
postmarketOS được chính thức khởi động vào ngày 6 tháng 5 năm 2017, đồng thời mã nguồn của dự án này cũng được đăng tải trên GitHub. Hệ điều hành có khả năng chạy các giao diện người dùng khác nhau dựa trên các hệ thống X và Wayland, ví dụ như Plasma Mobile, Hildon, LuneOS UI, MATE, GNOME 3 và Xfce. Dự án nhắm tới mục tiêu hỗ trợ vòng đời lên tới mười năm cho các điện thoại thông minh được hỗ trợ.

## Cấu trúc
Không giống như các dự án khác tập trung vào việc port các bản phân phối Linux thông thường sang các điện thoại Android, pmOS không sử dụng hệ thống bản dựng hay userspace của Android. Mỗi chiếc điện thoại chỉ có một gói cụ thể duy nhất, và các tập tin ảnh cài đặt được tạo ra bằng công cụ pmbootstrap.  Dự án dự định hỗ trợ hạt nhân Linux chính cho tất cả điện thoại trong tương lai, thay vì các bản fork Android cụ thể thường không được cập nhật đầy đủ nhằm giảm thiểu nguy cơ thiết bị bị khai thác lỗ hổng bảo mật.  Một số thiết bị đã khởi động thành công được vào hạt nhân chính.
Alpine Linux được chọn làm bản phân phối gốc cho dự án do có yêu cầu về bộ nhớ thấp, phù hợp hơn với các thiết bị cũ. Nếu không tính phần hạt nhân, một bản cài đặt gốc sẽ chỉ chiếm xấp xỉ 6 MB bộ nhớ.

## Tình trạng phát triển

### Tính năng
Dự án hiện đang trong quá trình phát triển và hiện nay chưa có thiết bị nào có thể thực hiện được cuộc gọi với postmarketOS, mặc dù đã có nhiều nỗ lực đáng kể được tạo ra. Nhiều công cụ khác nhau đã được cộng đồng dự án cho phát hành, trong đó bao gồm:     
- pmbootstrap[16][17], một công cụ hỗ trợ cho quá trình phát triển với khả năng biên dịch chéo;
- osk-sdl[18][19], một bộ bàn phím ảo cho phép mã hóa mật khẩu khi thiết bị khởi động (trên thiết bị có đĩa được mã hóa hoàn toàn);
- charging-sdl[20], một ứng dụng được chứa trong initramfs có tác dụng hiển thị hình họa khi điện thoại đang được sạc pin lúc tắt máy.

### Thiết bị hỗ trợ
Tính tới tháng 1 năm 2017, hơn 50 thiết bị đã có thể khởi động được vào hệ điều hành này, trong đó 18 thiết bị đã chạy và sử dụng được WiFi thành công. Trong số này đã bao gồm nhiều điện thoại thông minh và máy tính bảng Android, cùng với các thiết bị đeo được như Google Glass, các đồng hồ thông minh như chiếc LG G Watch và một số điện thoại thông minh Nokia dựa trên nền tảng Linux, như N900 và N9. Cộng đồng pmOS đang tiếp tục hỗ trợ thêm các thiết bị mới, và danh sách các thiết bị hỗ trợ được ghi lại trên trang wiki của dự án.

#### Port sang một thiết bị mới
Quá trình phát triển nhằm đưa hệ điều hành tương thích với một thiết bị mới bao gồm việc tạo một gói cụ thể cho thiết bị đó sử dụng công cụ pmbootstrap. Để làm được điều đó thì thường cần phải có được hạt nhân Linux gốc từ nhà sản xuất của thiết bị. Mã nguồn của hạt nhân gốc thường được nhà sản xuất đưa ra theo quy định trong giấy phép nguồn mở GPLv2, nhưng một số trình điều khiển cần thiết cho quá trình này có thể không có sẵn, và do đó, nhà phát triển sẽ phải làm lại các phần cần thiết.

### Tài nguyên phát triển
Mã nguồn của dự án được xuất bản trên GitHub, và được đồng điều hành thông qua Matrix và IRC. Một trang wiki đã được tạo ra nhằm lưu trữ các tài liệu phục vụ cho dự án.

## Thư viện ảnh

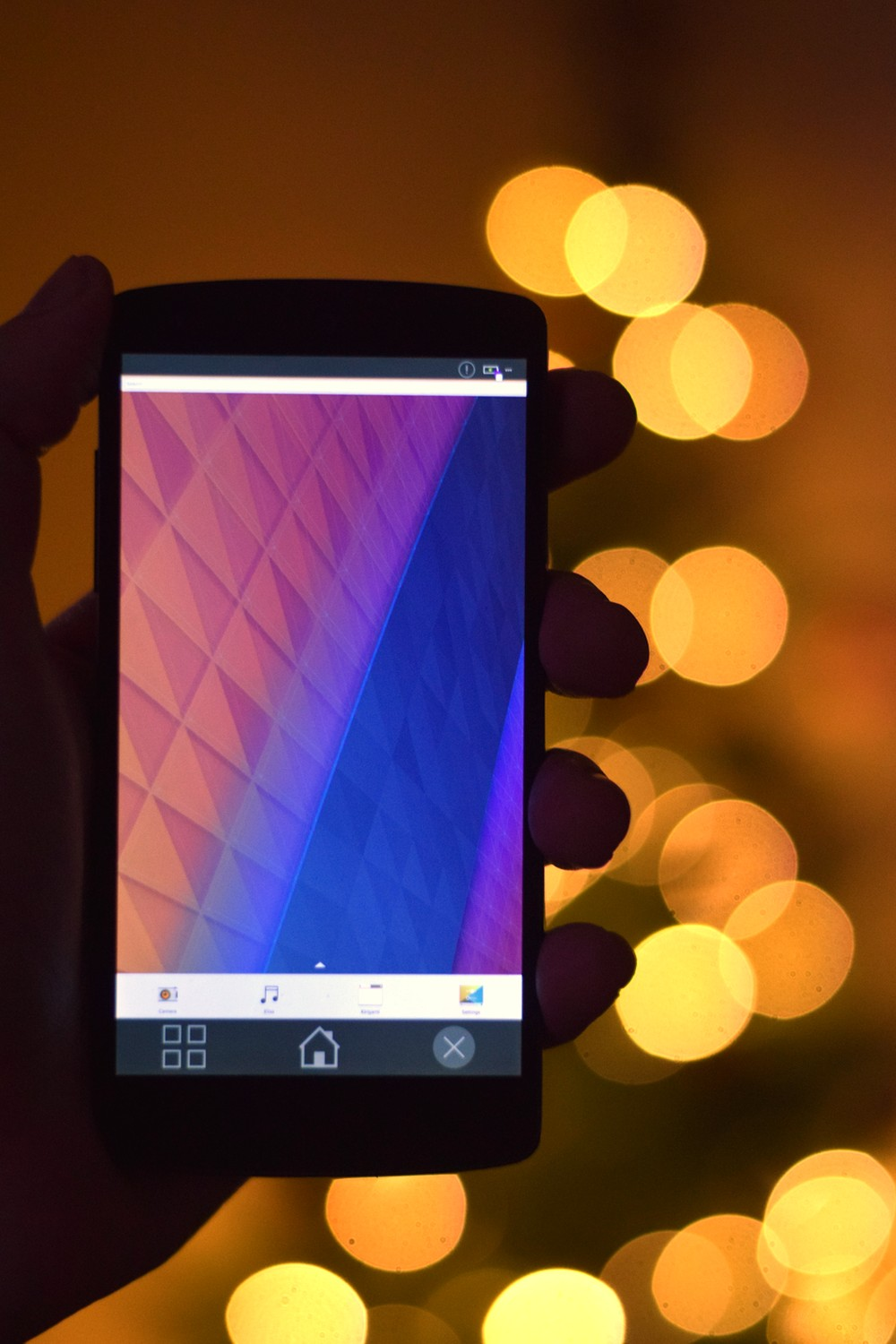
Plasma Mobile trên chiếc Nexus 5
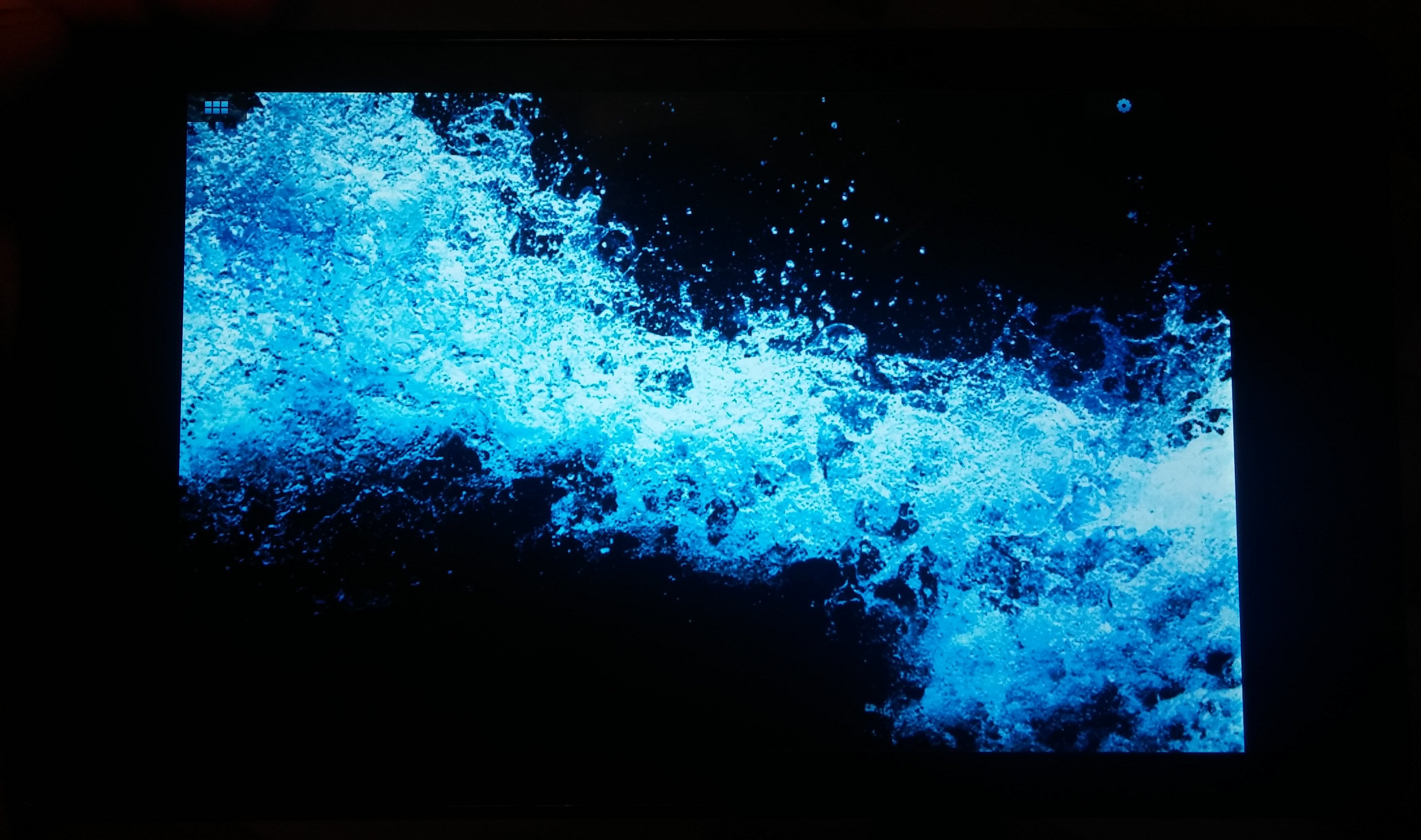
Hildon trên chiếc Nexus 7 (2013)
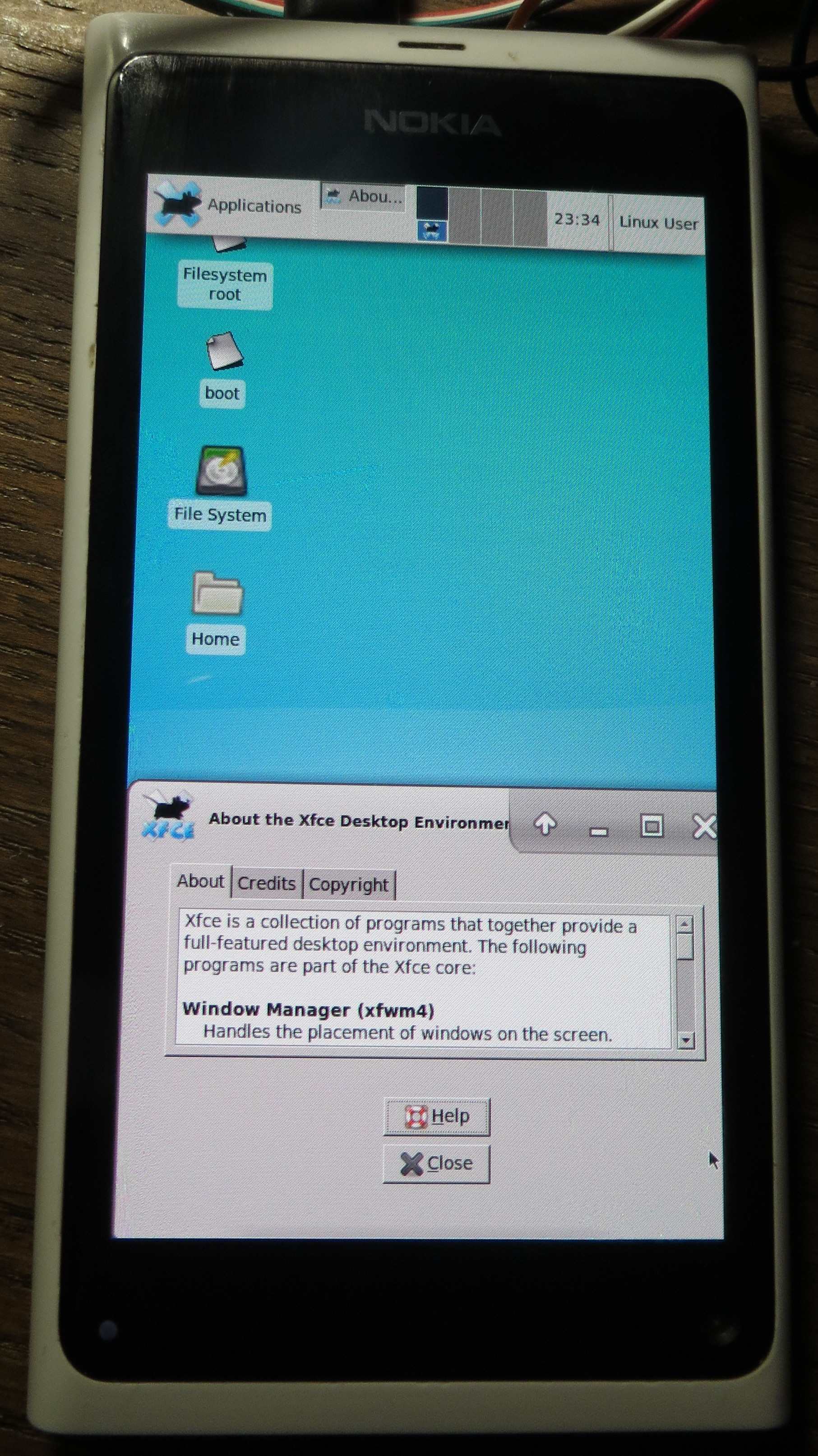
Xfce trên chiếc Nokia N9
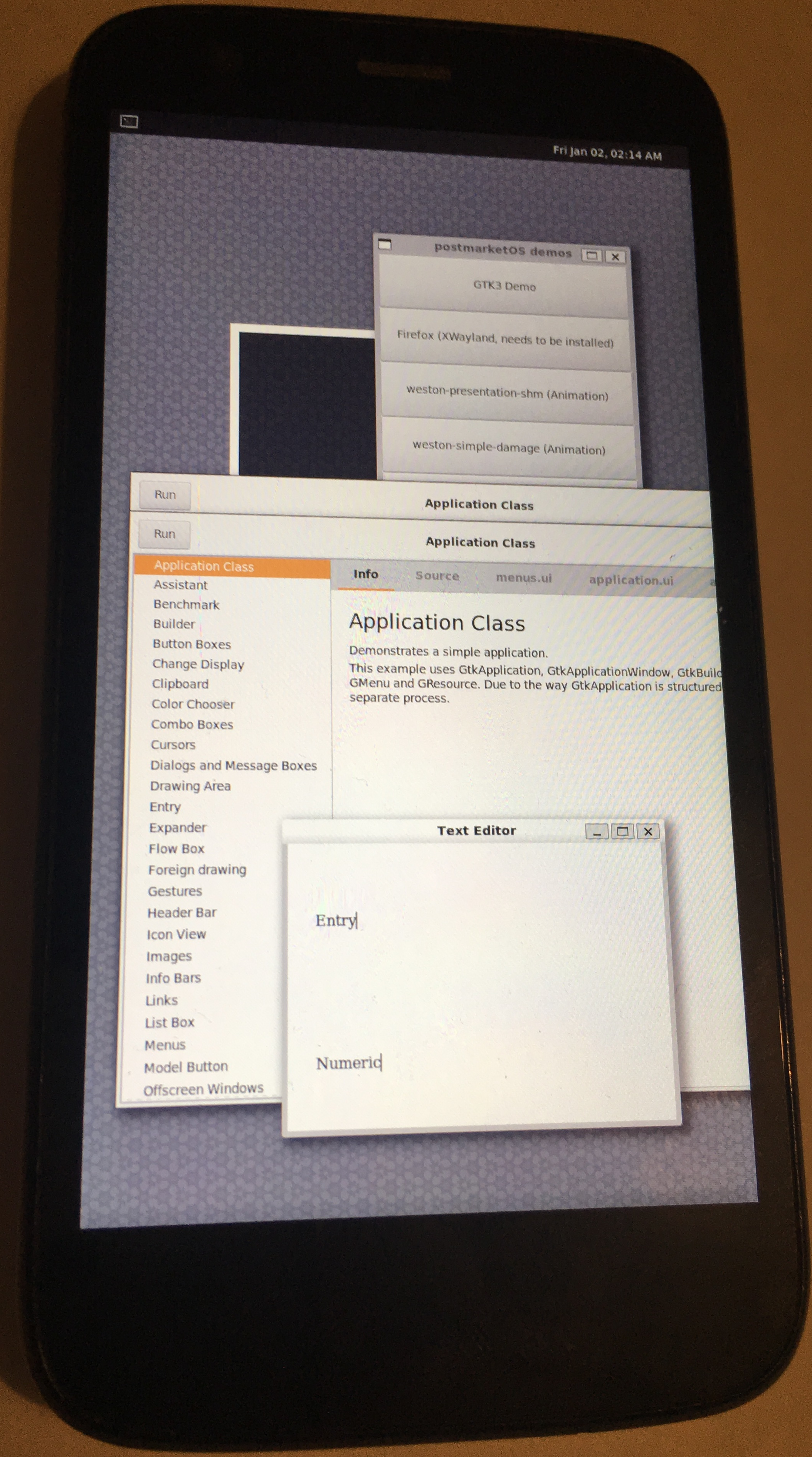
Weston (bản demo của Wayland) trên chiếc Moto G
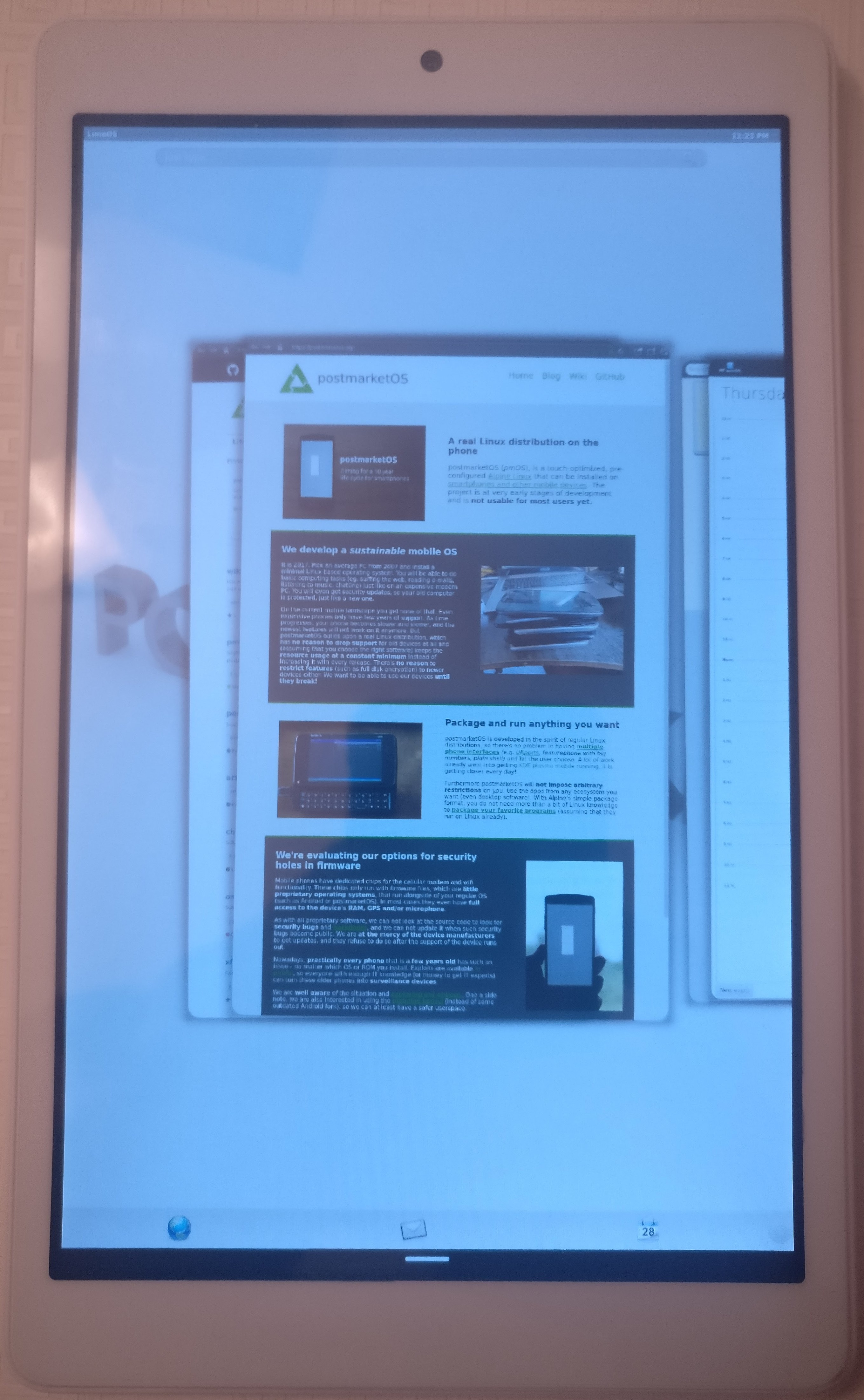
LuneOS UI chạy trên một chiếc máy tính bảng x86 đặc trưng